# Torqueola
Torqueola är ett släkte av fjärilar. Torqueola ingår i familjen Crambidae.
Kladogram enligt Catalogue of Life:
| Torqueola | \| \| Torqueola hypolampra \| \| \| \| \| \| Torqueola ophiceralis \| \| \| \| |
|           | \| \| Torqueola hypolampra \| \| \| \| \| \| Torqueola ophiceralis \| \| \| \| |
|           | Torqueola hypolampra                                                           |
|           |                                                                                |
|           | Torqueola ophiceralis                                                          |
|           |                                                                                |